# فرودگاه ابوضیا
فرودگاه ابوضیا (به انگلیسی: Abou-Deia Airport) یک فرودگاه همگانی با کد یاتا AOD است . این فرودگاه در کشور چاد قرار دارد .